# 911 (экстренный номер)

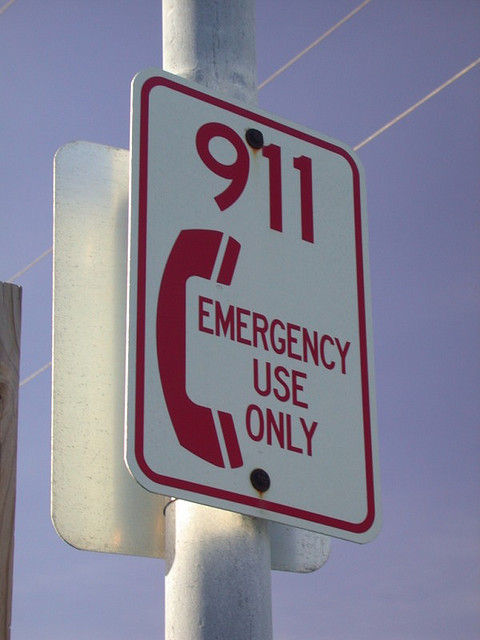
Знак 911

911 — единый номер вызова экстренных оперативных служб, основанный в Соединённых Штатах Америки в 1968 году. Действует в странах Северной и Латинской Америки, Карибского бассейна и других. Впервые «911» использовали 16 февраля 1968 года в городе Хэливилл, штат Алабама.
В некоторых странах номер используют для вызова определённых экстренных служб, например полиции или скорой помощи. В ряде стран «911» работает совместно с единым номером «112».

## История

Номера телефонов экстренных служб:
112
911
999
110
117
17
100
119
15
113
191
10 111
Другой, уникальный, номер

Дорожный знак в США

Впервые о создании единого номера вызова экстренных служб в США заговорили в 1957 году: эту идею предложила Национальная ассоциация пожарных. В 1968 году Федеральная комиссия по связи поручила разработку универсального номера компании AT&T. Код «911» соответствовал главным требованиям: был коротким, легко запоминающимся и его можно быстро набрать. 16 февраля 1968 года в городе Хэливилл, штат Алабама, начал работать единый номер «911». По этому номеру можно было обратиться в любую службу общественной безопасности. «911» позднее стал прообразом номера «112», который появился в Евросоюзе. Постепенно единый номер распространялся по всей Америке. В 1972 году Федеральная комиссия США по связи рекомендовала использовать «911» по всей стране, что произошло только в конце 1980‑х годов. К концу 1976 года единый номер обслуживал около 17 % населения США, в 1979 — 26 %, в 1987 году — 50 %. В конце 1980 годов в США появились первые улучшенные аппаратно-программные комплексы служб «Е911» — Enhanced 911, в которых ввели маршрутизацию вызовов, ведение компьютерной базы данных и цифровой обмен данными по сети связи. Впервые вся обработка информации стала проходить на компьютере, автоматически определялись номер абонента и его местонахождение. В 1996 году было принято решение об обязательном определении местоположения абонента, который обратился в службу «911». Операторы должны были уточнить соту или базовую станцию (cell), получившую вызов по номеру 911, с точностью до 1 мили. С 1 октября 2001 года операторы были обязаны в 67 % случаев определить местоположение вызова с точностью до 125 метров. По требованиям, принятым с 1 января 2005 года максимальная погрешность может составить только 150 метров (в 95 % случаев), среднеквадратическая погрешность — 50 метров (67 %). В 1999 году Федеральной комиссией по связи была принята Директива Е911, в которой были установлены жёсткие требования относительно экстренной помощи абонентам сетей сотовой подвижной связи. По данным 2008 года в среднем в сутки служба «911» принимала около 300 тысяч вызовов, в год — более 100 миллионов. Помимо номера «911», в штатах также существуют свои номера вызова различных служб.
В конце XX века около 93 % населения США имели доступ к службе «911».
Звонки по номеру «911» поступают в диспетчерский центр. Оператор отвечает в течение нескольких секунд и называет свой персональный номер. С помощью вопросов классифицирует звонок в зависимости от обстоятельств происшествия. Также каждый звонок кодифицируется по уровню срочности. Диспетчерские службы оснащены техникой для глухонемых и специальными языковыми линиями для перевода более чем с 60 языков. За ложный вызов по номеру «911» абоненту может получить крупный штраф, в некоторых случаях — тюремное заключение.
В 2013 году в США было более шести тысяч диспетчерских центров «911», на которые приходило более 200 млн вызовов в год.
В 1987 году президент Рональд Рейган объявил 11 сентября Днём номера телефона экстренной службы (11 сентября записывается как 9/11).
С 1959 года в Канаде использовали единый номер «999», который создали по примеру Британской службы спасения. В 1972 году власти страны, отметив достоинства американской системы, решили использовать и распространять на территории Канады «911». По данным 2008 года канадцы каждый год совершают двенадцать миллионов звонков в службу «911».
С 2016 года номер работает в Мексике и на Филиппинах.
На 2023 год номер «911» использовался в странах Северной и Латинской Америки, Карибского бассейна и других. В некоторых странах «911» и «112» используют для вызова конкретной службы, например, полиции, как в Южной Корее, или скорую, как в Бенине. В ряде стран используют оба номера, как в Армении. В Иордании «911» основной, а в «112» звонят с мобильного; в Уганде по номеру «112» можно вызвать полицию и пожарных, а по «911» — скорую помощь.